# Chliaria martini
Chliaria martini är en fjärilsart som beskrevs av Corbet 1948. Chliaria martini ingår i släktet Chliaria och familjen juvelvingar. Inga underarter finns listade i Catalogue of Life.